# Godel Rosenberg
Godel Rosenberg (* 30. Mai 1946 in Łódź, Polen) ist ein deutsch-israelischer Journalist, Pressesprecher und Unternehmensberater.
Rosenberg ist der Sohn jüdischer Schoa-Überlebender und wuchs in München auf. Zwischen 1969 und 1971 studierte er an der Deutschen Journalistenschule. Anschließend war er bis 1978 Redakteur beim Münchner Merkur. Ab 1973 war er Landtagsberichterstatter. Von 1978 bis 1988 war er der Pressesprecher der CSU und von Franz Josef Strauß. Zwischen 1989 und 1998 war er außenpolitischer Redakteur beim Bayerischen Rundfunk. In dieser Zeit war er auch der erste Moderator des euroblick. Ab 1990 war er Repräsentant von Daimler Chrysler in Israel und danach von 2009 bis 2018 Auslandsrepräsentant Bayerns in Tel Aviv.

## Bücher
- Franz Josef Strauß und sein Jude. Allitera-Verlag, München  2015, ISBN 978-3-86906-746-9.